# Dimemorfan
Dimemorfan je antitusivni lek (supresant kašlja) koji deluje kao agonist sigma receptor. On je analog dekstrometorfana i dekstrorfana, ali deluje kao antagonist NMDA receptora i nema disocijativne efekte, čime je umanjen njegov potencijal za zloupotrebu, kao i nuspojave.